# Emmi Siren
Emmi Sofia Siren (* 23. Februar 2001) ist eine finnische Fußballspielerin, die seit 2023 auch für die A-Nationalmannschaft spielt.

## Karriere

### Vereine
Emmi Siren spielte gemeinsam mit ihrer Zwillingsschwester Oona bei Tikkurilan Palloseura (TiPS) und dem Kuopion PS (KuPS). Bei Letzterem gewannen sie zwei Meisterschaften und den Pokal 2023. Im Januar 2024 wechselte sie zum FC Nordsjælland in Dänemark, während ihre Schwester 2024 zum Erstligisten Lillestrøm SK in Schweden ging. Nach der dänischen Meisterschaft und dem Pokalsieg 2024 gab am 4. August 2025 der FCO Dijon Sirens Wechsel nach Frankreich bekannt.

### Nationalmannschaft
Für die Nachwuchsnationalmannschaften des SPL bestritt Siren 26 Länderspiele in den Altersklassen U17 bis U23. In der A-Nationalmannschaft absolvierte sie sieben Spiele und wurde für den Kader der Europameisterschaft 2025 nominiert. Siren wurde im Turnier nicht eingesetzt, ihre Schwester hatte drei Einsätze. Finnland schied als Vorrundendritter aus.

## Erfolge
Nationalmannschaft
- Erste Teilnahme an einer Europameisterschaft (2025)
- Zypern-Cup 2023
- Dritter U17-Europameisterschaft 2018

FC Nordsjælland
- Dänische Meisterschaft und Pokalsieg 2024

Kuopion Palloseura
- Finnische Meisterschaft 2022, 2023
- Finnische Pokal-Siegerin 2023